# ميلتون لويز دي سوزا فيلو
ميلتون لويز دي سوزا فيلو (بالبرتغالية: Milton Luiz de Souza Filho‏) لاعب كرة قدم برازيلي معتزل ( ولد في ريو دي جانيرو في 11 تشرين الثاني من العام 1961 ) لعب لأندية برازيلية وسويسرية إضاقة إلى نادي كومو الإيطالي، وكانت مشاركة الوحيدة مع منتخب البرازيل في دورة الألعاب الاولمبية 1988 في سيول حيث حقق الميدالية الفضية مع المنتخب.